# Adenocalymma acutissimum
Espèce
Adenocalymma acutissimum est une espèce de plantes à fleurs de la famille des Bignoniaceae originaire du Nord Est, du Sud et du Sud Ouest du Brésil.

## Systématique
Le nom correct complet (avec auteur) de ce taxon est Adenocalymma acutissimum (Cham.) Miers.
L'espèce a été initialement classée dans le genre Bignonia sous le basionyme Bignonia acutissima Cham..
Adenocalymma acutissimum a pour synonymes :
- Adenocalymma comosum var. acutissima (Cham.) DC.
- Adenocalymma comosum var. acutissimum (Cham.) Bureau
- Adenocalymma comosum var. lanceolata (Cham.) DC.
- Adenocalymma comosum var. lanceolatum Bureau & K.Schum.
- Adenocalymma comosum var. nitida (Cham.) DC.
- Adenocalymma comosum var. nitidum (Mart. ex DC.) Bureau & K.Schum.
- Adenocalymma comosum var. typica (Cham.) DC.
- Adenocalymma comosum var. typicum Bureau & K.Schum.
- Adenocalymma comosum (Cham.) DC.
- Adenocalymma nitidum Mart.
- Adenocalymma nitidum Mart. ex DC.
- Adenocalymma prehensile Miers
- Adenocalymma sepiarium Mart.
- Adenocalymma sepiarium Mart. ex DC.
- Bignonia acutissima Cham.
- Bignonia comosa Cham.